# 葱
蔥，別名青蔥、大蔥、葉蔥、胡蔥、冬蔥、漢蔥、木蔥、蔥仔、菜伯、水蔥、和事草，为多年生草本植物。葉子圆筒形，中間空，脆弱易折，呈青色。在東亞國家以及各處亞裔地區中，蔥常作為一种很普遍的香料调味品或蔬菜食用，在東方烹調中佔有重要的角色。
亞洲許多地區习惯于在炒菜前将蔥和薑切碎一起下油锅中炒至金黄（俗稱之為「爆香」或“炝锅”），爾後再将其他蔬菜下入锅中炒。此外，将葱生吃在中国山东省和东北三省的某些地区也比较流行并且是一种常见的飲食習慣（或食疗手段），比如山东的传统名吃“煎饼卷大葱”。在做汤麵如清湯麵或牛肉麵时，在麵條熟后可将切碎的葱末（也称葱花）撒在麵上。在日本料理，台灣料理和韓國料理中，碎蔥也是常用材料之一。

## 語源
属名“Allium”为中性名词，意为“葱/蒜”；种名“fistulosum”为形容词“fistulosus”的中性主格形式，意为“中空的”。

## 型態
多年生草本，鳞茎上葉基生，白色似茎的部分实为半透明叶鞘紧密抱合而成，称为“葱白”，叶身则管状中空呈绿色；繖形花序，花葶中空与叶等长，两性花；蒴果成熟后裂开，种子黑色。

## 居家種植

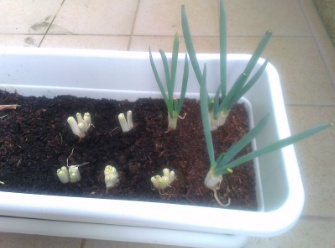
居家利用盆栽自行生產台灣蔥。

蔥一般種植在土壤裡，亦可以水耕栽培的方式種植。若要自行生產，可將市場購買的整株蔥去除蔥葉及部分蔥白供食用後，剩餘的部分蔥白及根部可拿來種植，只要繼續施肥及適度澆灌，即可重新長出蔥葉。如果想要生產出較多的蔥白，可追加覆土。日光無法照射到的部分即成為蔥白。

## 图集

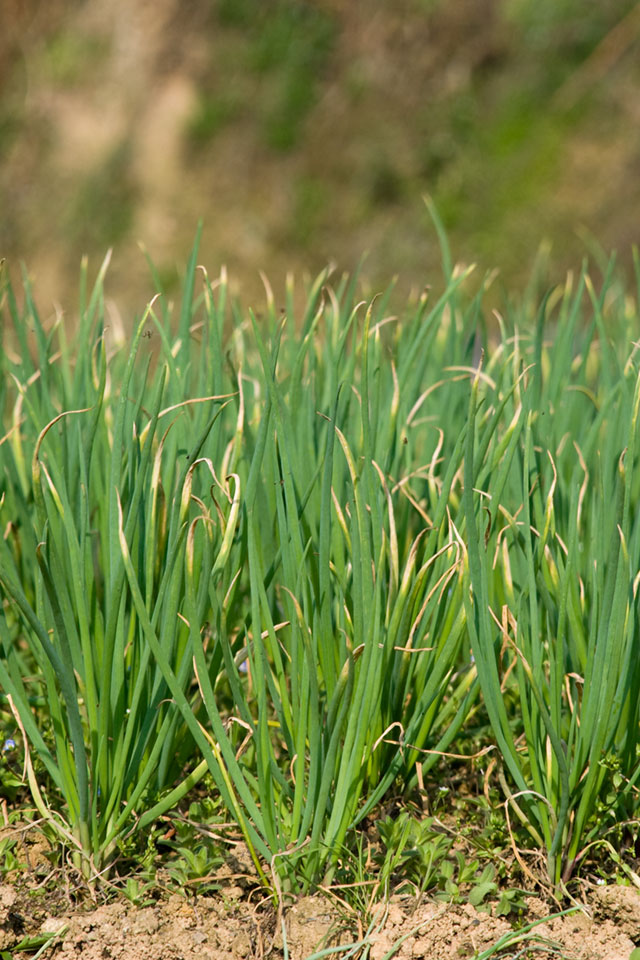
在中國大陸贵州种植的葱。
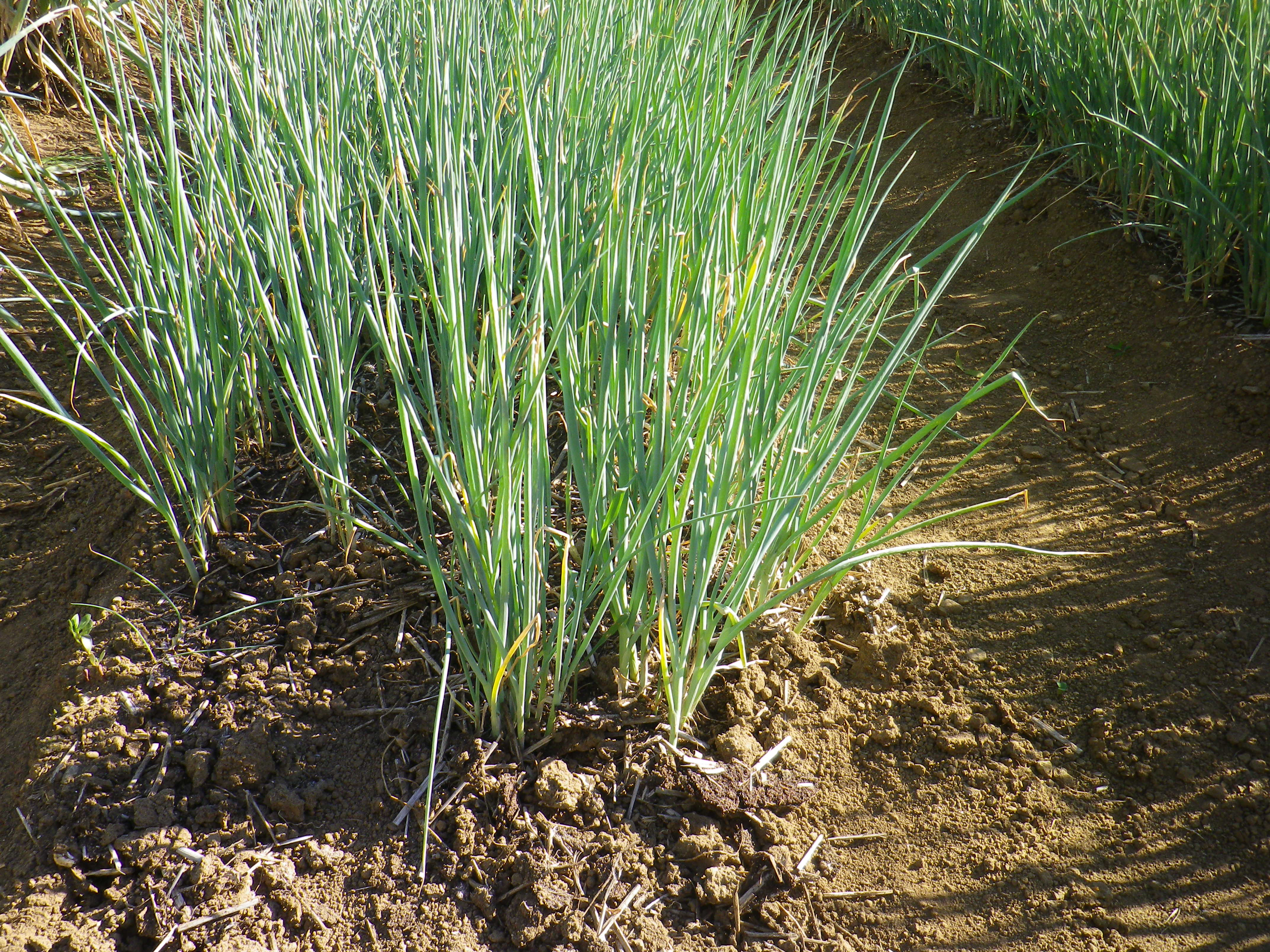
在日本相州种植的葱。
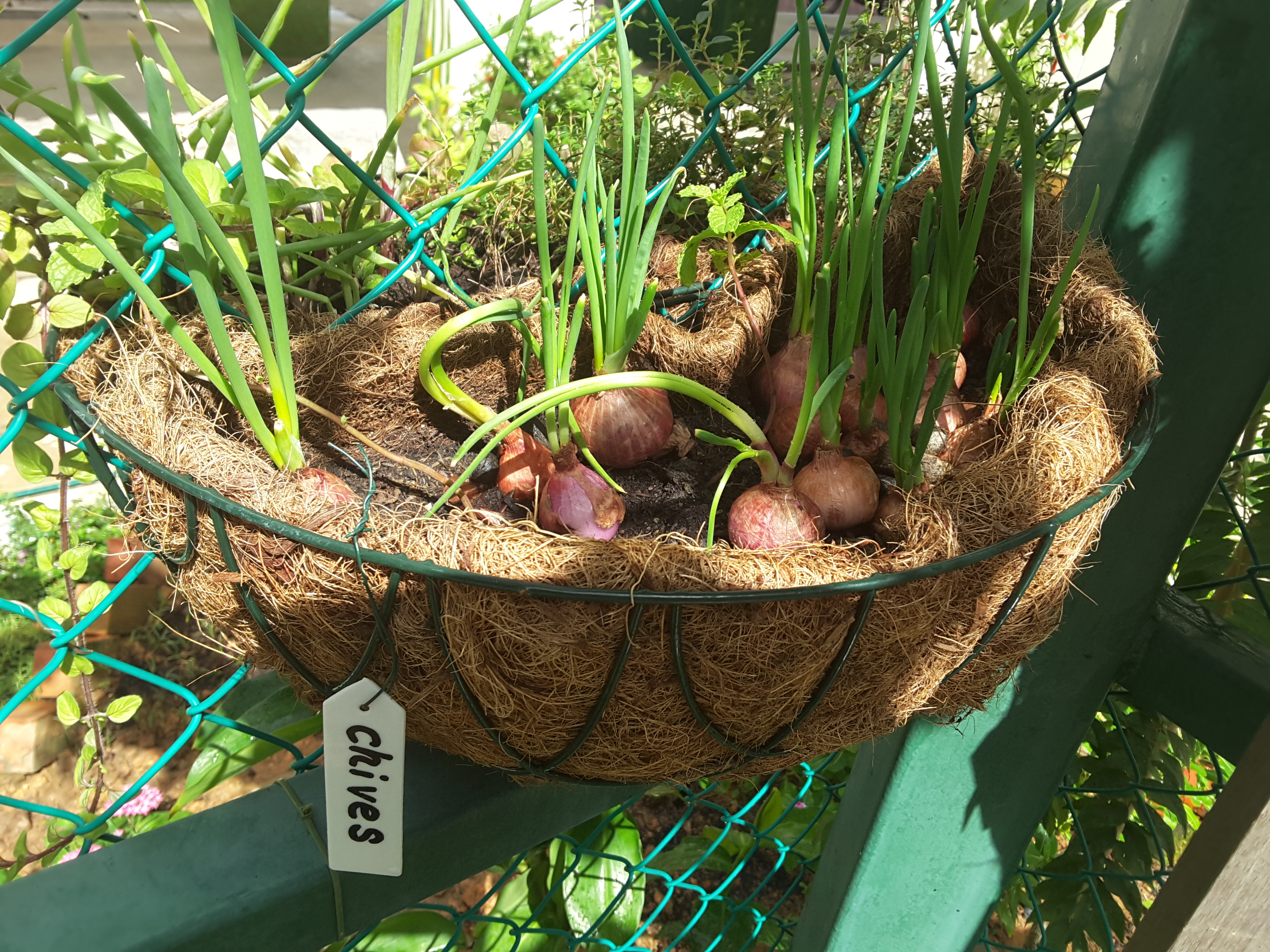
在新加坡種蔥。
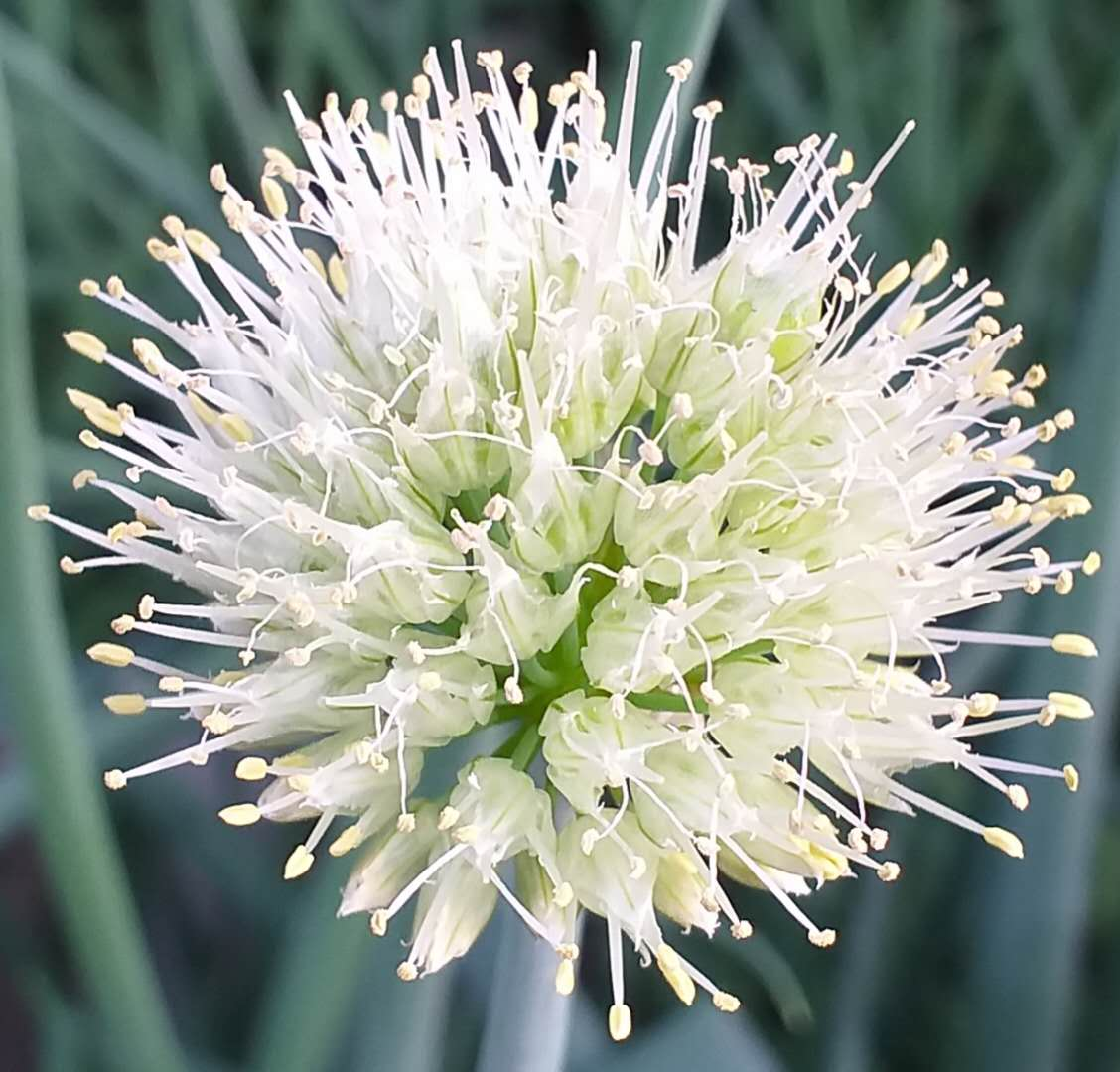
花
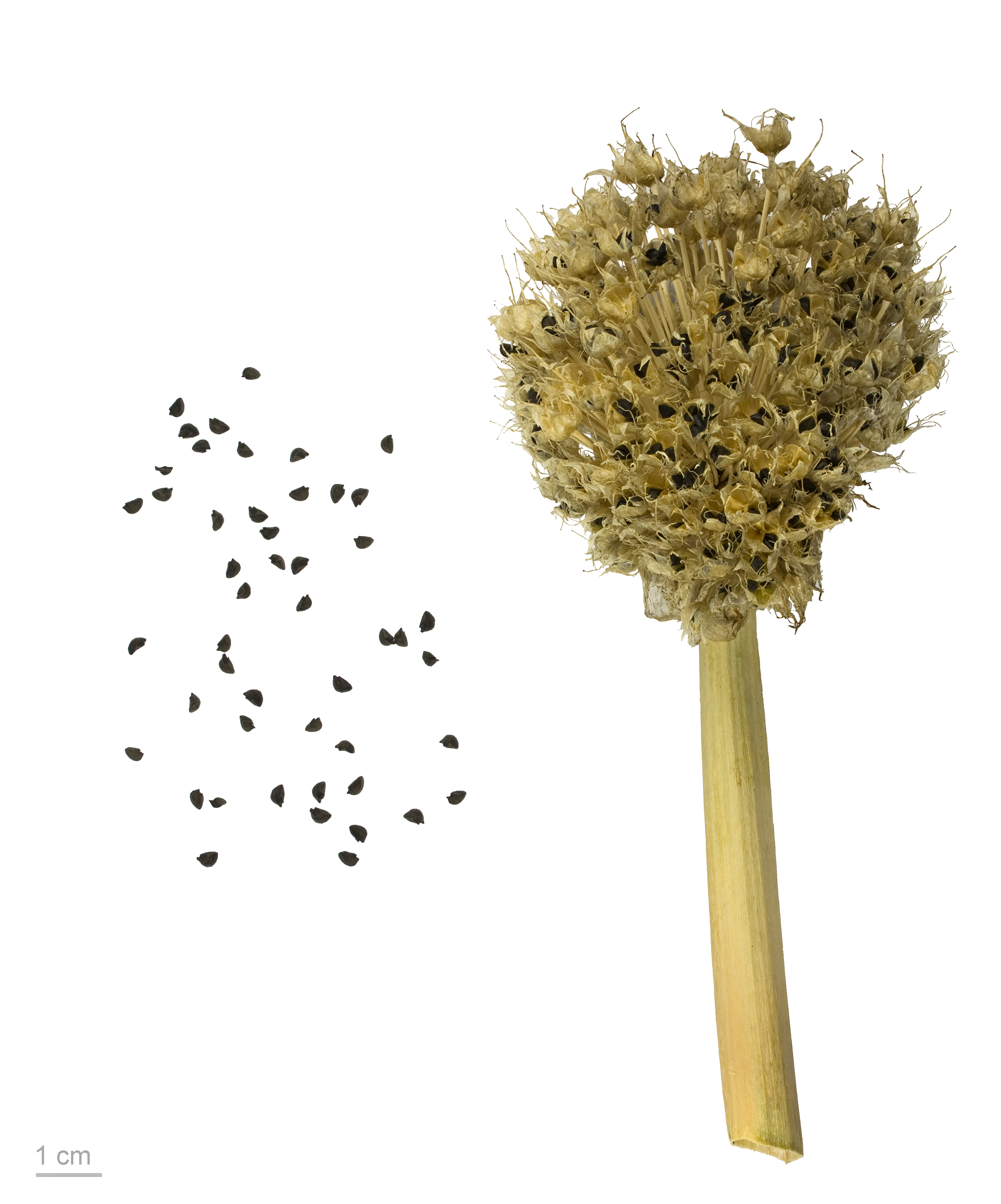
葱的果实和种子。

## 延伸阅读
[在维基数据编辑]
 《欽定古今圖書集成·博物彙編·草木典·蔥部》，出自陈梦雷《古今圖書集成》
 《植物名實圖考·葱》，出自吳其濬《植物名實圖考》

## 外部連結
- 蔥, Cong （页面存档备份，存于） 藥用植物圖像數據庫 (香港浸會大學中醫藥學院) （繁體中文）（英文）